# Kōmeitō
El Kōmeitō (en japonès: 公明党) antigament anomenat Nou Kōmeitō, és un partit polític japonès de centredreta que va ser fundat per membres de l'organització budista Soka Gakkai. L'actual Kōmeitō va ser format com el resultat d'una unió entre l'antic Kōmeitō, el Shinto Yuai i el Nou Partit de la Pau el 7 de novembre de 1998.

## Història
L'antic Kōmeitō es va unir als gabinets de coalició anti-PLD de Morihiro Hosokawa i Tsutomu Hata el 1993 i el 1994, però després del col·lapse del govern de Hata i les reformes electorals financeres i de campanya el partit es va dividir el desembre 1994 en Nou Partit Kōmei, que es va unir al Partit del Nou Progrés (PNP) uns dies després en un intent d'unificar l'oposició dividida. L'altre grup, Kōmei, va continuar existint com un partit separat. Després de la dissolució del PNP el desembre de 1997, antics membres de Kōmeitō del PNP van fundar dos nous grups el Nou Partit de la Pau i el Club de l'Alba, però alguns polítics ex-Kōmeitō com ara Shōzō Azuma va seguir a Ichirō Ozawa al Partit Liberal. El Club de l'Alba es va fusionar amb el Nou Partit de la Pau el gener de 1998, i el novembre de 1998, Kōmei i Nou Partit de la Pau es van fusionar per fundar el Nou Kōmeitō.
El partit va declarar que la seva missió és establir «polítiques enfocades al poble, amb polítiques basades en un humanitarisme que vetlla per la vida humana amb el major respecte i cura» (Nou Kōmeitō, 2002). Internament, les propostes del partit inclouen la reducció del govern central i la burocràcia, incrementar la transparència dels assumptes públics, un augment en l'autonomia local (prefectural) amb una major participació del sector privat. Pel que fa a la política exterior, el partit busca eliminar les armes nuclears i els conflictes armats en general. En aquest sentit, el partit desitja portar «el naixement d'una nova civilització o humanitat».
El Nou Kōmeitō va tenir un predecessor amb una ideologia similar (encara que estava més a l'esquerra i era molt radical), no obstant això l'actual partit format en 1998, és conservador i més moderat després de la unió del Partit del Govern Net i el Nou Partit de la Pau. Aquest partit va donar suport al governant Partit Liberal Democràtic (PLD) i així ho va fer en les eleccions parlamentàries del 2000 i 2001.
En les eleccions de la Dieta de 2003 i 2004, el Partit Nou Kōmeitō novament dona suport al PLD, gràcies a una base de votants molt compromesa i bastant organitzada provinent del Soka Gakkai. Com a nou company de coalició del governant PLD, es va convertir en una gran força política al Japó. El partit va estar en un govern de coalició de majoria amb el PLD. El partit comparteix la seva base de suport amb el PLD, compost de buròcrates de coll blanc i habitants de zones rurals, però també té un fort suport de líders religiosos.
No obstant això, el 27 de juliol de 2005, el Secretari General del Nou Kōmeitō va dir que el seu partit estava considerant formar un govern de coalició amb el Partit Democràtic del Japó si, en una elecció sobtada el PDJ obtenia la majoria en la Cambra de Representants. El 8 d'agost de 2005, el Primer Ministre Junichiro Koizumi va dissoldre la Cambra baixa i va cridar a una elecció general a causa del rebuig dels seus esforços de privatitzar el Servei Postal del Japó, i el PLD va obtenir la majoria absoluta en les eleccions generals japoneses de 2005, el PLD mantingué la majoria absoluta en la Dieta del Japó i formà un govern de coalició amb el Nou Kōmeitō.
El Nou Kōmeitō va perdre tres dels seus escons en l'elecció de la Cambra alta de 2007. Komeito va patir una gran derrota a les eleccions generals japoneses de 2009 celebrades el 30 d'agost, perdent deu escons, inclosos el president del partit Akihiro Ota i el secretari general Kazuo Kitagawa i el 8 de setembre, Natsuo Yamaguchi va substituir Ota com a president.
Natsuo Yamaguchi es va convertir en líder del partit el 8 de setembre de 2009 després que el partit i el seu soci de coalició PLD patissin una gran derrota a les eleccions generals japoneses de 2009 i passessin a l'oposició per primera vegada des de 1999, acabant amb 50 anys de govern gairebé sense interrupcions. New Komeito va perdre deu escons, inclòs el del partit. el líder Akihiro Ota i el secretari general Kazuo Kitagawa.
El descrèdit govern del Partit Democràtic per la gestió del terratrèmol i tsunami del Japó del 2011 i l'accident nuclear de Fukushima I va propiciar una victòria contundent a les eleccions generals japoneses de 2012 per al PLD, liderat per Shinzo Abe, que tornava al poder, i al seu soci de coalició Nou Kōmeitō, que aconseguien la majoria de dos terços necessària per impulsar reformes a la constitució.
Abe va procedir a implementar una sèrie de programes econòmics coneguts com "Abenomics" en un intent per estimular l'economia. Malgrat aquests programes, el Japó va entrar en una recessió tècnica a mitjans del 2014, que Abe va culpar de l'augment de l'impost al consum, tot i que molts membres del LDP van donar suport a l'augment. Abe va convocar eleccions anticipades el 18 de novembre de 2014, en part amb el propòsit d'aconseguir el suport del LDP per posposar la pujada i implementar els Abenomics. A les eleccions generals japoneses de 2014 i les de 2017 la coalició de govern va revalidar la seva majoria però no va aconseguir majories suficients per impulsar la reforma de l'article 9 de la Constitució del Japó i legalitzar un exèrcit.
Després de les eleccions generals japoneses de 2021 Fumio Kishida va mantenir el càrrec de primes ministre tot i que el PLD va perdre 25 escons, formant un nou govern de coalició del PLD amb Kōmeitō.
El 28 de setembre de 2024, Keiichi Ishii es va convertir en president de Komeito, succeint Natsuo Yamaguchi. La coalició del PLD amb el Kōmeitō va perdre la majoria per primera vegada en les eleccions generals de 2024 celebrades el 27 d'octubre. però l'11 de novembre, Shigeru Ishiba del PLD va ser reelegit primer ministre d'un govern en minoria de PLD i Kōmeitō durant una sessió extraordinària de la Dieta amb 221 vots, derrotant a Yoshihiko Noda del Partit Democràtic Constitucional del Japó (PDC) que en va rebre 160. Aquesta va ser la primera vegada des de 1994 que la votació requeria dues voltes. El mateix dia, el gabinet d'Ishiba de la legislatura anterior va dimitir i es va inaugurar un segon gabinet.

## Resultats electorals

### Cambra de Representants
| Any  | Candidat         | Vots      | % vots | Pos. | Diputats | +/- | Govern             |
| ---- | ---------------- | --------- | ------ | ---- | -------- | --- | ------------------ |
| 2000 | Takenori Kanzaki | 7.762.032 | 12,97% | 3r   | 31 / 480 | Nou | Coalició           |
| 2003 | Takenori Kanzaki | 8.733.444 | 14,78% | 3r   | 34 / 480 | 3   | Coalició           |
| 2005 | Takenori Kanzaki | 8.987.620 | 13,25% | 3r   | 31 / 480 | 3   | Coalició           |
| 2009 | Akihiro Ota      | 8.054.007 | 11,45% | 3r   | 21 / 480 | 10  | Oposició           |
| 2012 | Natsuo Yamaguchi | 7.116.474 | 11,90% | 4t   | 31 / 480 | 10  | Coalició           |
| 2014 | Natsuo Yamaguchi | 7.314.236 | 13,71% | 4t   | 35 / 475 | 4   | Coalició           |
| 2017 | Natsuo Yamaguchi | 6.977.712 | 12,51% | 4t   | 29 / 465 | 5   | Coalició           |
| 2021 | Natsuo Yamaguchi | 7.114.282 | 12,38  | 4t   | 32 / 465 | 3   | Coalició           |
| 2024 | Keiichi Ishii    | 5.964.415 | 10,93  | 4t   | 24 / 465 | 8   | Coalició (Minoria) |

### Cambra de Consellers
| Any  | Districte Nacional | Districte Nacional | Total    | Total | Govern             |
| Any  | Vots               | %                  | Escons   | ±     | Govern             |
| ---- | ------------------ | ------------------ | -------- | ----- | ------------------ |
| 1998 | 7,748,301          | 13.80              | 22 / 252 | Nou   | Coalició           |
| 2001 | 8,187,804          | 14.96              | 23 / 247 | 1     | Coalició           |
| 2004 | 8,621,265          | 15.41              | 24 / 242 | 1     | Coalició           |
| 2007 | 7,765,329          | 13.18              | 20 / 242 | 4     | Minoria            |
| 2010 | 7,639,432          | 13.07              | 19 / 242 | 1     | Minoria            |
| 2013 | 7,568,082          | 14.22              | 20 / 242 | 1     | Coalició           |
| 2016 | 7,572,960          | 13.52              | 25 / 242 | 5     | Coalició           |
| 2019 | 6,536,336          | 13.05              | 28 / 245 | 3     | Coalició           |
| 2022 | 6,181,432          | 11.66              | 27 / 248 | 1     | Coalició           |
| 2025 | 5,210,569          | 8.81               | 21 / 248 | 6     | Coalició (Minoria) |